# Riđani
Riđani este un sat din comuna Nikšić, Muntenegru. Conform datelor de la recensământul din 2003, localitatea are 190 de locuitori (la recensământul din 1991 erau 108 locuitori).

## Demografie
În satul Riđani locuiesc 143 de persoane adulte, iar vârsta medie a populației este de 36,3 de ani (33,7 la bărbați și 39,1 la femei). În localitate sunt 54 de gospodării, iar numărul mediu de membri în gospodărie este de 3,52.
|  |

| Demografie | Demografie | Demografie |
| An         | Locuitori  | Locuitori  |
| ---------- | ---------- | ---------- |
|            |            |            |
|            |            |            |
|            |            |            |
|            |            |            |
| 1948       | 326        |            |
| 1953       | 296        |            |
| 1961       | 238        |            |
| 1971       | 99         |            |
| 1981       | 73         |            |
| 1991       | 108        | 108        |
| 2003       | 194        | 190        |

| \| Componența etnică conform recensământului din 2003[2] \| Componența etnică conform recensământului din 2003[2] \| Componența etnică conform recensământului din 2003[2] \| Componența etnică conform recensământului din 2003[2] \| Componența etnică conform recensământului din 2003[2] \| \| ----------------------------------------------------- \| ----------------------------------------------------- \| ----------------------------------------------------- \| ----------------------------------------------------- \| ----------------------------------------------------- \| \| \| \| \| \| \| \| Muntenegreni \| Muntenegreni \| \| 126 \| 66,31% \| \| Sârbi \| Sârbi \| \| 60 \| 31,57% \| \| necunoscută \| necunoscută \| \| 0 \| 0% \| |              |  |     |        |
| Componența etnică conform recensământului din 2003 |              |  |     |        |
| |              |  |     |        |
| Muntenegreni | Muntenegreni |  | 126 | 66,31% |
| Sârbi | Sârbi        |  | 60  | 31,57% |
| necunoscută | necunoscută  |  | 0   | 0%     |